# République arabe unie aux Jeux olympiques
Ne doit pas être confondu avec Émirats arabes unis aux Jeux olympiques.
La République arabe unie a participé à trois Jeux d'été sous cette appellation officielle. Le pays réunissait entre février 1958 et octobre 1961 l'Égypte et la Syrie. En 1961, malgré la scission avec la Syrie, le pays continua toutefois d'exister jusqu'en 1971 avec comme limites territoriale celles de l'Égypte.
On peut considérer d'une certaine manière qu'il n'y a qu'aux Jeux olympiques d'été de Rome en 1960 que le pays a participé sous une autre forme qu'une délégation égyptienne. Cependant, la majorité des sportifs étaient égyptiens ; Avadis Nazarkoukian, natif de Damas, a été sélectionné mais n'a pas concouru.
Le pays a gagné une médaille d'argent en lutte avec Osman El-Sayed et une médaille de bronze en boxe avec Abdel Moneim El-Guindi.